# Daniel Acharuparambil
Daniel Acharuparambil O.C.D (Palliport, 12 mei 1939 - Pachalam (Ernakulam), 26 oktober 2009) was een Indiaas geestelijke en een aartsbisschop van de Rooms-Katholieke Kerk.
Acharuparambil studeerde economie en theologie onder meer aan de universiteit van Kerala. Op 14 maart 1966 werd hij tot priester gewijd in de orde der ongeschoeide karmelieten.
In 1972 werd Acharuparambil docent aan de Pauselijke Urbaniana Universiteit in Rome; hij was van 1988 tot 1994 decaan van de faculteit missiologie en van 1988 tot 1991 rector. Van 1991 tot 1996 was hij raadgever bij de Congregatie voor de Evangelisatie van de Volkeren.
Acharuparambil werd op 14 juni 1996 benoemd tot aartsbisschop van Verapoly; zijn bisschopswijding vond plaats op 3 november 1996. Van 23 oktober 2008 tot 8 mei 2009 was hij tevens apostolisch administrator van Cochin.
- Biblioteca Nacional de España: XX820482
- Bibliothèque nationale de France: cb13565063s (data)
- International Standard Name Identifier: 0000 0001 1564 6945
- Library of Congress Control Number: n85061104
- Nationale Bibliotheek van Tsjechië: jcu2011661190
- Nederlandse Thesaurus van Auteursnamen: 075158329
- Réseau des bibliothèques de Suisse occidentale: 02-A002906520
- Istituto Centrale per il Catalogo Unico: CFIV018242
- Système universitaire de documentation: 067031382
- Virtual International Authority File: 32164950
- WorldCat: E39PBJmtCGy9Fy6d6d8t6p7T73